# Peisching (Gemeinde Neunkirchen)
Peisching (auch Peisching am Steinfelde) ist eine Ortschaft und eine Katastralgemeinde in der Stadtgemeinde Neunkirchen in Niederösterreich.

## Geografie
Das Dorf Peisching befindet sich östlich von Neunkirchen, westlich von Breitenau und nördlich von Loipersbach und ist mit diesen Orten verkehrsmäßig verbunden. Durch den Ort fließt der Kehrbach, ein Kanal, der hier von der Schwarza abgeleitet wird und zur Warmen Fischa führt, und dabei seit 1916 auch den Wiener Neustädter Kanal speist.

## Geschichte
Laut Adressbuch von Österreich waren im Jahr 1938 in der Ortsgemeinde Peisching zwei Bäcker, zwei Gastwirte, fünf Gemischtwarenhändler, eine Hebamme, zwei Holzhändler, zwei Maurermeister, zwei Müller, ein Sägewerk, ein Schmied, drei Schuster, eine Sparkasse, ein Zimmermeister und einige Landwirte ansässig. Weiters gab es eine Sandgrube mit Schottergewinnung und die Vereinigte Papier- und Ultramarinfabrik.
1964 nahm die damalige NEWAG das GuD-Wärmekraftwerk "Hohe Wand" am westlichen Ortsrand in Betrieb, in dem sowohl mit Kohle (aus dem Grünbacher Steinkohlenrevier) als auch mit Heizöl gefeuert wurde. Das Kraftwerk wurde 1987 von der EVN außer Betrieb genommen und 2023 abgerissen.
Bis 1968 war Peisching eine selbständige Gemeinde.
Das einstige Zeilendorf wandelte sich in der 2. Hälfte des 20. Jahrhunderts zu einem beliebten Wohnort und wurde mehrfach erweitert.

## Öffentliche Einrichtungen
In Peisching befindet sich ein Kindergarten und eine Volksschule.